# District de Kudō
Le district de Kudō (久遠郡, Kudō-gun) est un district de la sous-préfecture de Hiyama, au Japon.
Au 31 mars 2015, la population de ce district s'élevait à 8 750 habitants répartis sur une superficie de 638,66 km2.

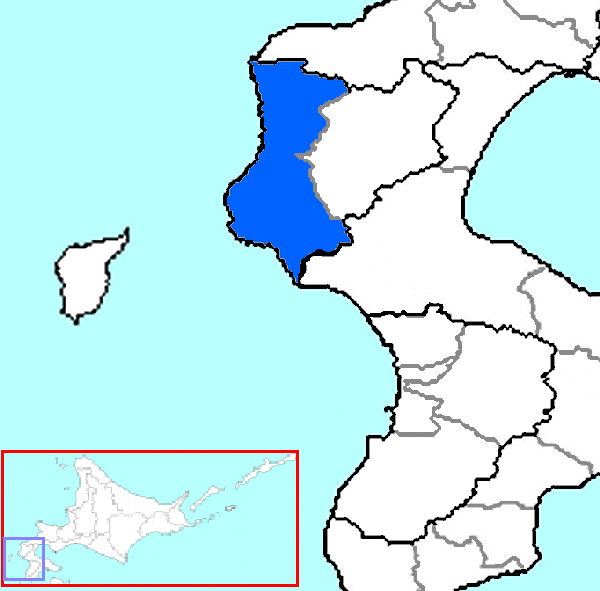
District de Kudō, sous-préfecture de Hiyama.

## Bourg
- Setana